# Chã de Monte
Chã de Monte es una localidad caboverdiana del municipio de São Filipe.

## Geografía
La localidad está situada en la isla Fogo.

## Organización territorial
La localidad abarca los lugares y barrios de:
- Chã de Monte
- Pico Lopes
- Pico Pires